# IPad 1
iPad thế hệ đầu tiên (/ˈaɪpæd/ EYE-pad) là chiếc máy tính bảng đầu tiên của Apple Inc.. Thiết bị có bộ xử lý Apple A4 SoC, màn hình cảm ứng 9,7" và trên một số biến thể nhất định, khả năng truy cập mạng di động. Sử dụng hệ điều hành iOS, iPad có thể phát nhạc, gửi và nhận email và duyệt web. Các chức năng khác, bao gồm khả năng chơi trò chơi và truy cập tài liệu tham khảo, phần mềm điều hướng GPS ,dịch vụ mạng xã hội và còn có thể để làm việc.
Thiết bị đã được công bố vào ngày 27 tháng 1 năm 2010 bởi Steve Jobs tại một hội nghị truyền thông. Vào ngày 3 tháng 4 năm 2010, biến thể dùng Wi-Fi của thiết bị đã được phát hành tại Hoa Kỳ, sau đó là phát hành biến thể Wi-Fi + 3G vào ngày 30 tháng 4. Vào ngày 28 tháng 5, nó được phát hành tại Úc, Canada, Pháp, Nhật Bản, Ý, Đức, Tây Ban Nha, Thụy Sĩ và Vương quốc Anh.
Thiết bị nhận được đánh giá tích cực chủ yếu từ các blog và ấn phẩm công nghệ khác nhau. Các nhà phê bình đánh giá cao thiết bị này vì khả năng đa dạng và gắn nhãn là đối thủ cạnh tranh với máy tính xách tay và netbook. Một số khía cạnh đã bị chỉ trích, bao gồm bản chất khép kín của hệ điều hành và thiếu hỗ trợ cho định dạng đa phương tiện Adobe Flash. Trong 80 ngày đầu tiên, ba triệu iPad đã được bán.Đến khi ra mắt iPad 2, Apple đã bán được hơn 15 triệu iPad.
Vào ngày 2 tháng 3 năm 2011, Apple đã công bố iPad 2 và giảm giá iPad 1 này.